# Shining Star (chanson de Mario Fargetta)
Pour les articles homonymes, voir Shining Star.
Singles de Get Far
Music Turns Me On
(2006) All I Need
(2008)
Shining Star  est une chanson du DJ et compositeur italien Mario Fargetta (sous le pseudo Get Far) sortie le 4 décembre 2006 par le major Universal. 2e single sous Get Far après Music Turns Me On (2006), la chanson est produite par Mario Fargetta et Christian Piccinelli. Le single se classe dans le top 20 en France.

## Liste des pistes
12" Maxi
1. Shining Star (Gianluca Motta Extended) - 6:58
2. Shining Star (Pornocult Vocal Overture Mix) - 12:22

12" Maxi
1. Shining Star (Pornocult Vocal Mix) - 7:37
2. Shining Star (Gianluca Motta Extended) - 6:58
3. Shining Star (Clapappella) - 3:09

## Classement par pays
| Classement (2012)                       | Meilleure position |
| --------------------------------------- | ------------------ |
| France (SNEP)                           | 17                 |
| États-Unis (Hot Dance/Electronic Songs) | 23                 |